# Casey Weathers
Casey McGhee Weathers, född den 10 juni 1985 i Elk Grove i Kalifornien, är en amerikansk professionell basebollspelare som tog brons för USA vid olympiska sommarspelen 2008 i Peking.
Weathers är pitcher och har spelat i olika farmarligor (Minor League Baseball) sedan 2007, men har aldrig fått chansen i Major League Baseball (MLB). Till och med 2017 hade han spelat 241 matcher och var 10-16 (tio vinster och 16 förluster) med en earned run average (ERA) på 4,59.
Weathers uppmärksammades 2016 när han nådde en hastighet av 173,5 km/h (107,8 mph) med ett kast, där han dock tilläts ta sats.